# Thalpomena schulthessi
Thalpomena schulthessi är en insektsart som först beskrevs av Boris Petrovich Uvarov 1923.  Thalpomena schulthessi ingår i släktet Thalpomena och familjen gräshoppor. Inga underarter finns listade i Catalogue of Life.